# Humberto Maschio
Humberto Dionisio Maschio, né le 20 février 1933 à Avellaneda (Argentine) et mort le 20 août 2024, est un joueur international d'origine Italienne, devenu entraîneur de football argentin.

## Biographie
Humberto Maschio commence à jouer à l'Arsenal of Lavallol avant de partir ensuite à Quilmes Atlético Club où il se révèle être un buteur prolifique. Il rejoint après le Racing Club en 1954, puis part en Italie en 1957. Il est en contact avec la Juventus en 1956, qui ne se concrétise pas à la suite d'un match entre l'Italie et l'Argentine à Buenos Aires la même année, où il se révèle inefficace. Il signe à la place à Bologne en 1957. Il forme la paire avec Bernard Vukas mais n'arrive pas à répéter ses performances au Racing.

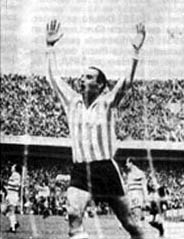
Maschio célèbre un but contre le Celtic en Coupe intercontinentale.

Maschio part ensuite à l'Atalanta lors de la saison 1959-60. Il retrouve la forme et inscrit de nombreux buts. Il est transféré à l'Inter Milan en 1962, équipe entraînée par Helenio Herrera, qui le fait jouer comme attaquant central. Après l'Inter, Maschio joue brièvement à la Fiorentina.
Ses performances l'amènent en équipe d'Italie pour jouer la coupe du monde de football 1962 au Chili. Il retourne au Racing en 1966 et gagne la Copa Libertadores et la Coupe intercontinentale en 1967. Il prend sa retraite dans le club d'Avellaneda avec 44 buts en 139 matchs.
Maschio a joué 12 fois avec l'équipe d'Argentine de football entre 1956 et 1957, avec 12 buts. Il remporte la Copa América 1957, où il est le meilleur buteur avec 9 buts.
Maschio joue deux matchs avec l'équipe d'Italie en 1962. Lors du mondial 1962, Maschio est le capitaine de l'équipe et l'un des protagonistes de la Bataille de Santiago, un match entre le Chili et l'Italie émaillé de nombreux incidents, pendant lequel le joueur chilien Leonel Sánchez lui casse le nez.
Humberto Maschio entraîne l'Argentine en 1969 puis le Costa Rica en 1972.

## Titres
| Saison  | Club        | Titre                   |
| ------- | ----------- | ----------------------- |
| 1957    | Argentine   | Copa América            |
| 1962-63 | Inter       | Série A                 |
| 1965-66 | Fiorentina  | Coppa Italia            |
| 1967    | Racing Club | Copa Libertadores       |
| 1967    | Racing Club | Coupe intercontinentale |